# Stortorp, Huddinge kommun

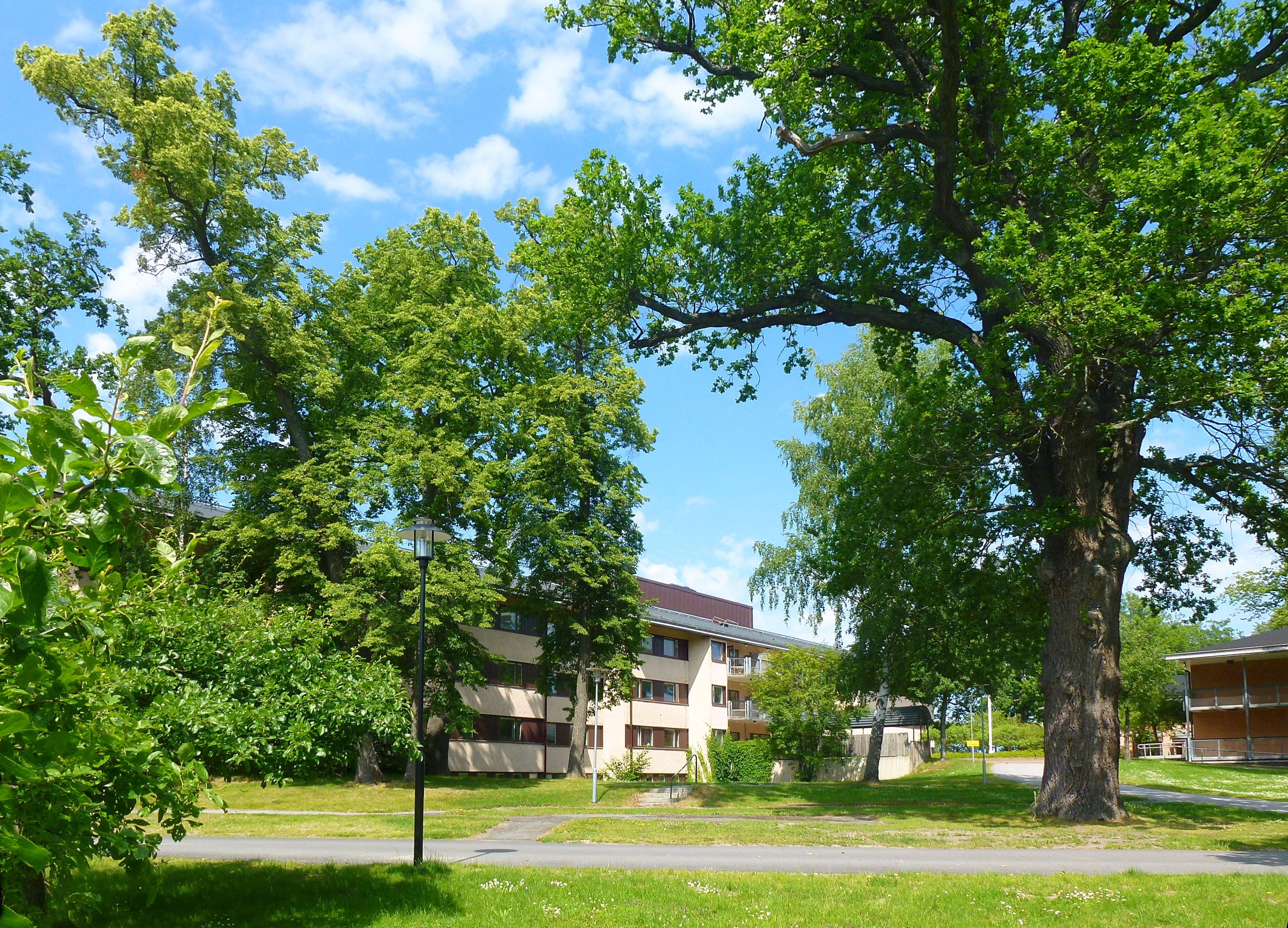
Infarten till Stortorp äldreboende med gårdens gamla vårdträd, en mäktig ek, juli 2015.

Stortorp var ett gods i Huddinge socken. Idag är Stortorp ett vårdhem och ett villaområde i Huddinge kommun. Gårdens gamla huvudbyggnad byggdes 1911 om till ett konvalescenthem för Stiftelsen Stockholms konvalescenthem. På 1920-talet styckades marken upp och blev villatomter som bebyggdes på 1940- och 50-talen. En ny anläggning invigdes 1972 som drevs av Ersta Diakonisällskapet. Konvalescenthemmets huvudbyggnad revs 1979. Därefter tillkom flera nya byggnader. Verksamheten övertogs 2001 av Huddinge kommun som har här ett vårdhem för äldre och dementa personer, kallat Stortorps äldreboende.

## Historik

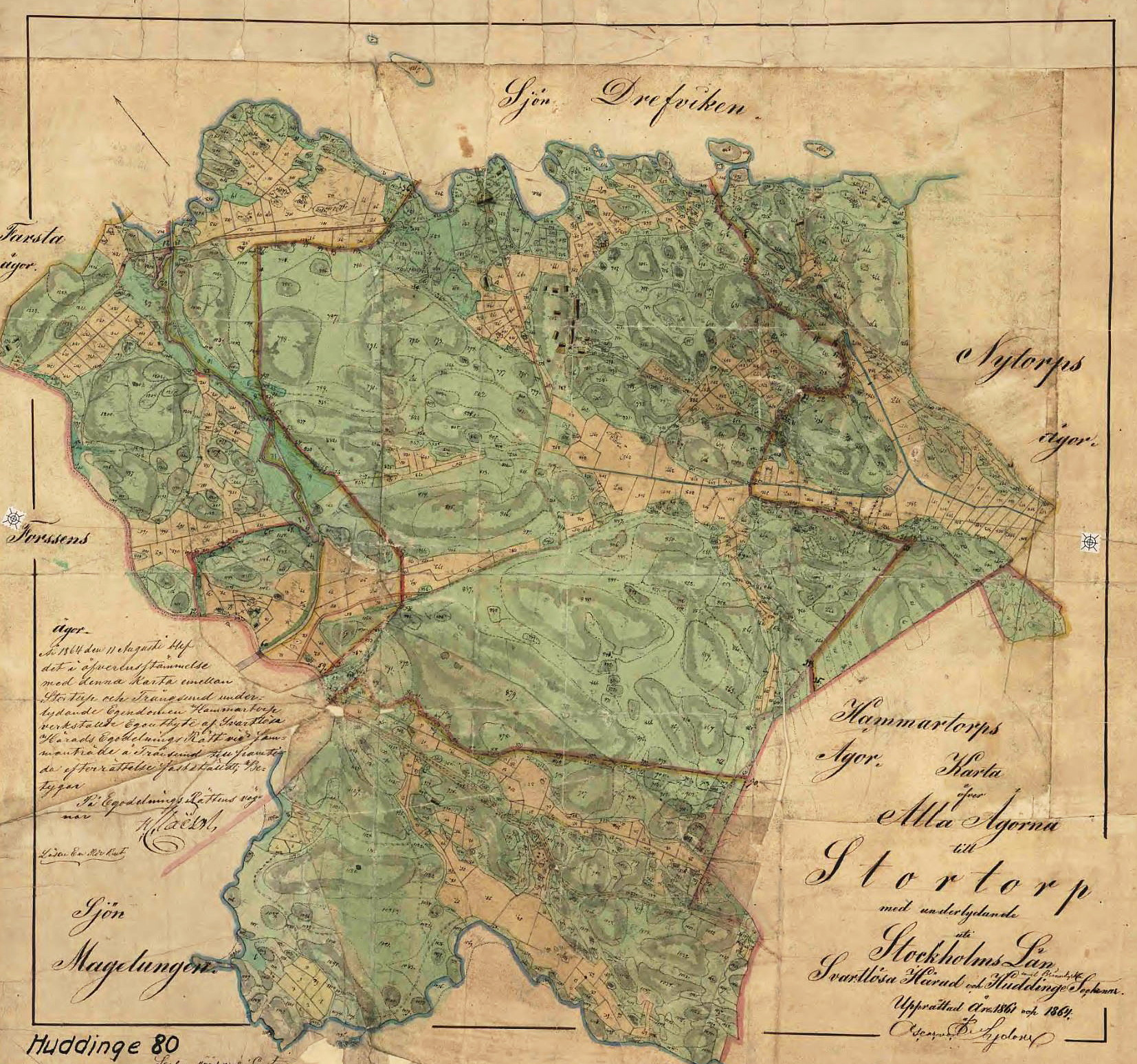
Stortorps ägor 1861.

På platsen på en udde i sjön Drevviken fanns ursprungligen ett torp, kallat Stortorp. Under 1600- och 1700-talen lydde Stortorp omväxlande under Länna gård, Vendelsö gård och Lissma gård. År 1690 förvärvades egendomen av biskop Carolus Carlsson och i början av 1700-talet var generalmajor Schering Rosenhane ägare. År 1738 ägdes Stortorp av riksrådet Axel Arnell och efter honom av dennes arvingar. På 1840-talet förvärvades både Stortorp och Fållans gård av grosshandlaren Kantzow. Efter honom ägdes Stortorp av godsägaren Holmberg på Fållans gård, hovkamreren J.P. Forselius, följd av Per A. Möller (löjtnant i belgiska kongoarmén) och slutligen av godsägaren Knut M. Printz.
Patron Printz beskrevs som  ”en husbonde av guds nåde, vördad och älskad av sitt folk, som alltid kunde påräkna hans hjälp och uppmuntra i livets alla skiften”. Den raka allén som ledde upp till gården bär idag hans namn, Printz väg. Egendomen omfattade drygt 133 hektar mark och sträckte sig från Drevviken i norr till sjön Magelungen i söder.
Till godset hörde även en arrendator- och arbetarbostad som låg vid dagens Norra Bondevägen, mitt för Violvägen. Ekonomibyggnaderna låg längs Norra Bondevägen och norra grindstugan anlades år 1850 på Forsens ägor intill torpet Larsboda (i dagens Trångsund). Den södra grindstugan omnämns 1861 som torp under Stortorp inom Länna rote och blev senare bostad för Stortorps anställda. Stugan låg vid dagens Printz vägs, där allén börjar, i höjd med Norra Bondevägen.

## Godsets ägor styckas upp

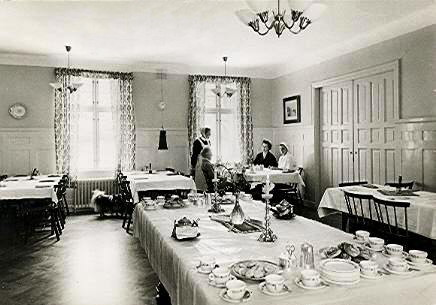
Stockholms konvalescenthem.

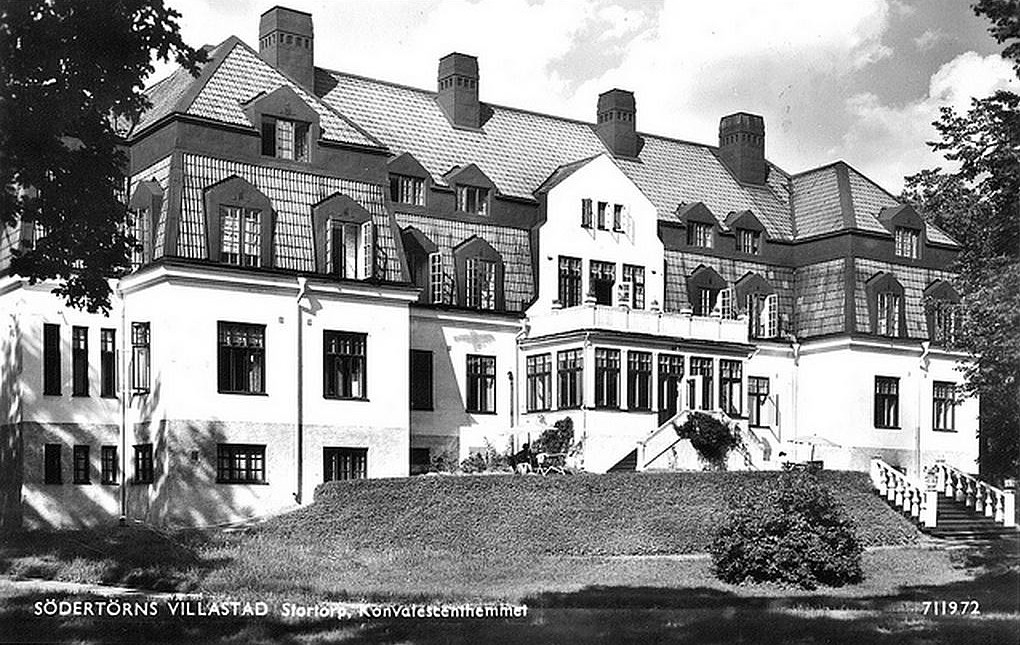
Stockholms konvalescenthem, 1940-tal.

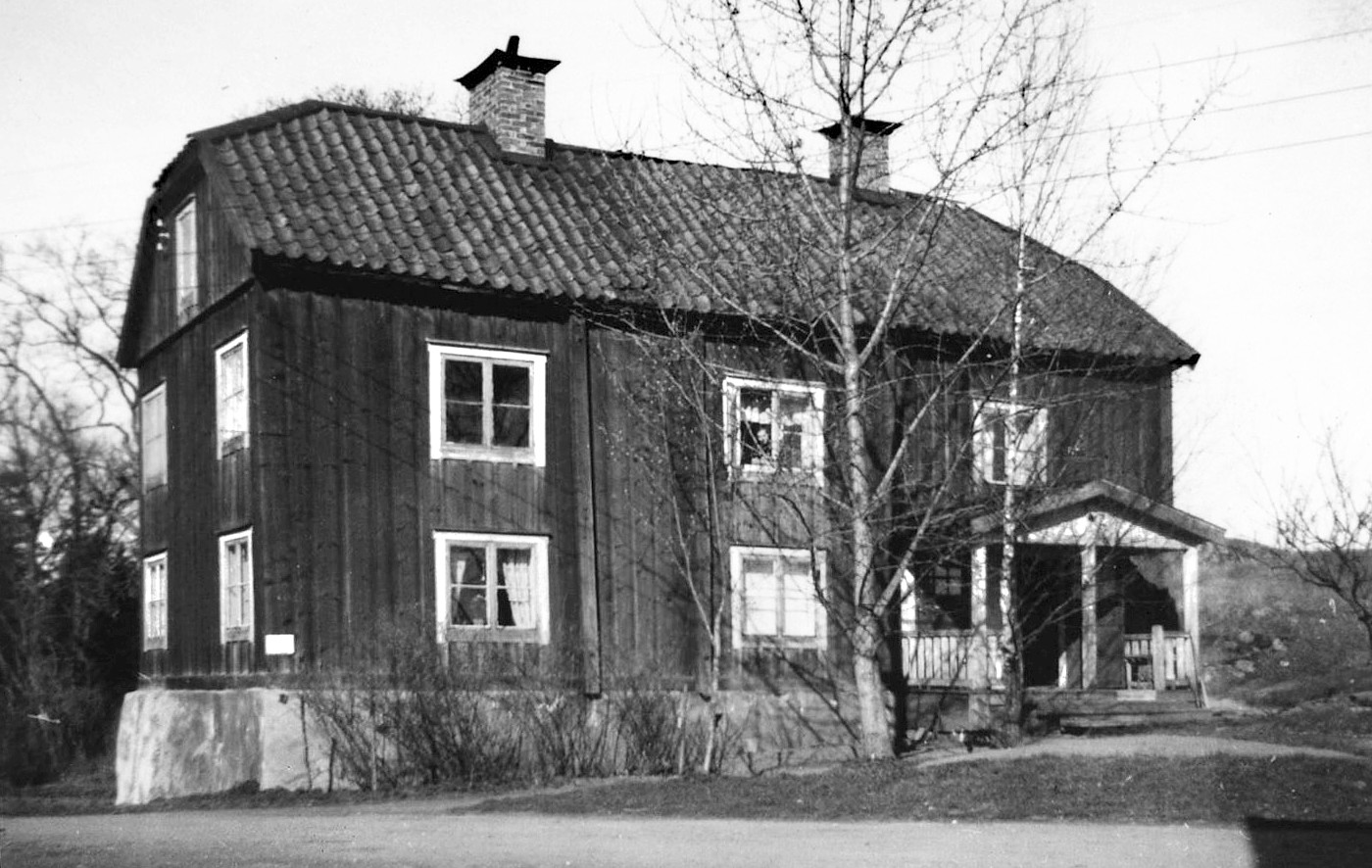
Stortorps arrendatorbostad på 1930-talet.

Efter Knut M. Printz ägdes fastigheten av häradshövding Gustaf Norström, som dessutom var ägare av Trångsunds herrgård mellan 1903 och 1910. Han satt även i styrelsen för AB Södertörns villastad. Under en kort tid tillhörde Stortorp AB Södertörns villastad. I mars 1911 avstyckades ett 29,6 hektar stort område invid Drevviken med huvudbyggnaden och parken från övriga fastigheten och såldes av Södertörns villastad för 40 000 kronor till Stiftelsen Stockholms konvalescenthem. För Södertörns villastad undertecknade Gustaf Norström och för Stockholms konvalescenthem ordföranden regeringsrådet Gabriel Thulin.
Stockholms konvalescenthem hade sedan en längre tid sökt efter egna lokaler "på landet men inte för långt från huvudstaden" och fastnade för det "synnerligen vackra läget" vid Drevviken. Den gamla mangårdsbyggnaden genomgick en fullständig ombyggnad efter ritningar av arkitekt David Lundegårdh. Bland annat fick det nya huset tre våningar i mittpartiet och fyra i flyglarna. Man drog in gas, vatten och centralvärme. I huset inrättades konvalescentrum för mellan 50 och 60 patienter, arbets- och samlingssalar samt en för tiden modern badinrättning. Allt var "enkelt men prydligt" inrett. Kostnaden för det nya hemmet uppgick till 170 000 kronor som till viss del bestod av gåvor.
Övriga marken behölls av Gustaf Norström och ärvdes av dennes son advokat Carl Norström i början av 1920-talet. Mellan 1924 och 1928 styckades maken upp i tomter för villabebyggelse. Då bedrevs fortfarande jordbruk och gården bestod av 15 hektar åkermark. Djurbesättningen utgjordes av tre hästar, 18 kor, ungdjur, grisar och höns. Samtidigt uppfördes både permanent- och sommarbostäder, till en början i ringa utsträckning. På 1940-talet blev villabebyggelsen  mera omfattande och jordbruket lades ner. År 1953 förvärvade Huddinge kommun resterande mark och osålda tomter, allmänningar, vägar och liknande av advokat Carl Norström.
År 1964 fusionerade Föreningen Stockholms konvalescenthem i Stortorp och Ersta diakoni som sedan svarade för verksamheten. I september 1972 stod en ny sjukhusbyggnad färdig, Stortorpskliniken med plats för 120 långvårdspatienter. Konvalescenthemmets huvudbyggnad från 1912 revs 1979 och 1981 invigdes en ny anläggning som ritades av Anders Tengbom och hans medarbetare Stefan Salomon. Ytterligare byggnader uppfördes sedan dess. År 2001 övertog Huddinge kommun hela verksamheten som omfattar äldre- och demensboende samt äldrevård.
Av den ursprungliga bebyggelsen återstår idag bara två rödmålade stugor vid Drevviken och om den tidigare parken påminner gårdens vårdträd, en mäktig ek, som reser sig vid infarten. I vårdbyggnaden från 1972 finns en öppen spis från ursprungsbyggnaden uppsatt. Längs Printz väg syns även en rest av den ståtliga allén som en gång i tiden gick fram till gården. Kvar finns även norra grindstugan vid Larsbodatorpet.

## Bilder

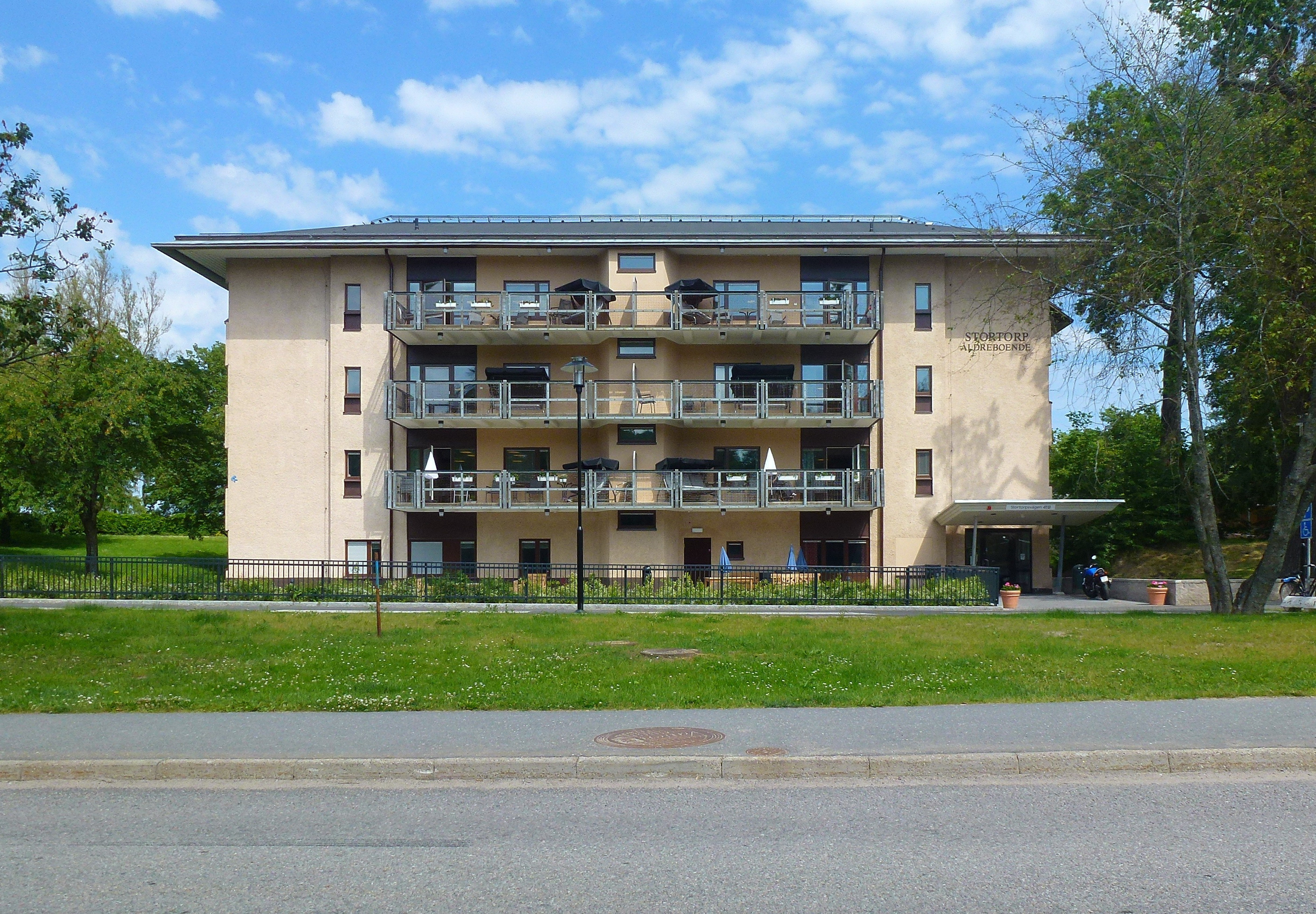
Stortorp äldreboende 2015
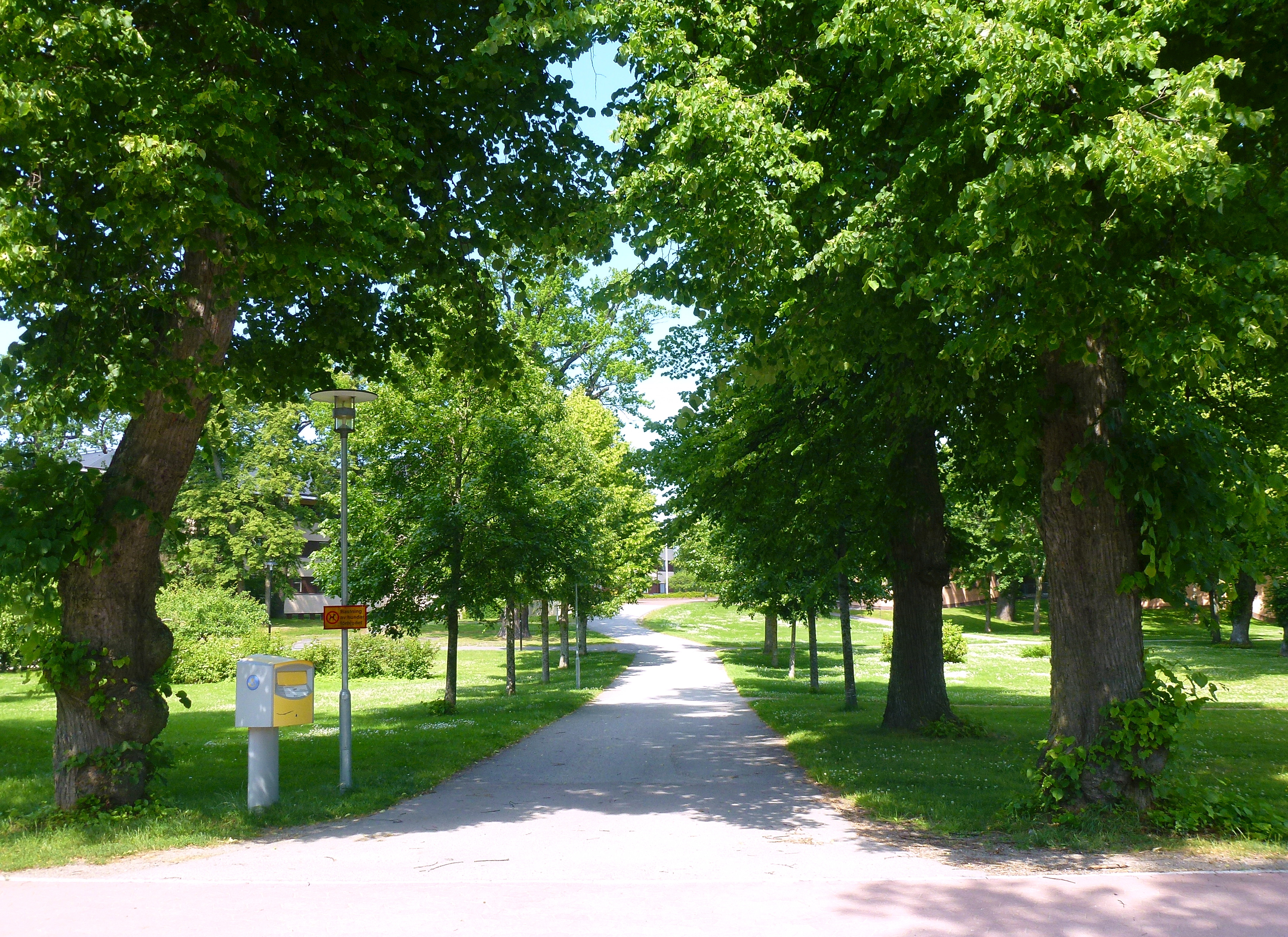
Resten av Stortorps allé
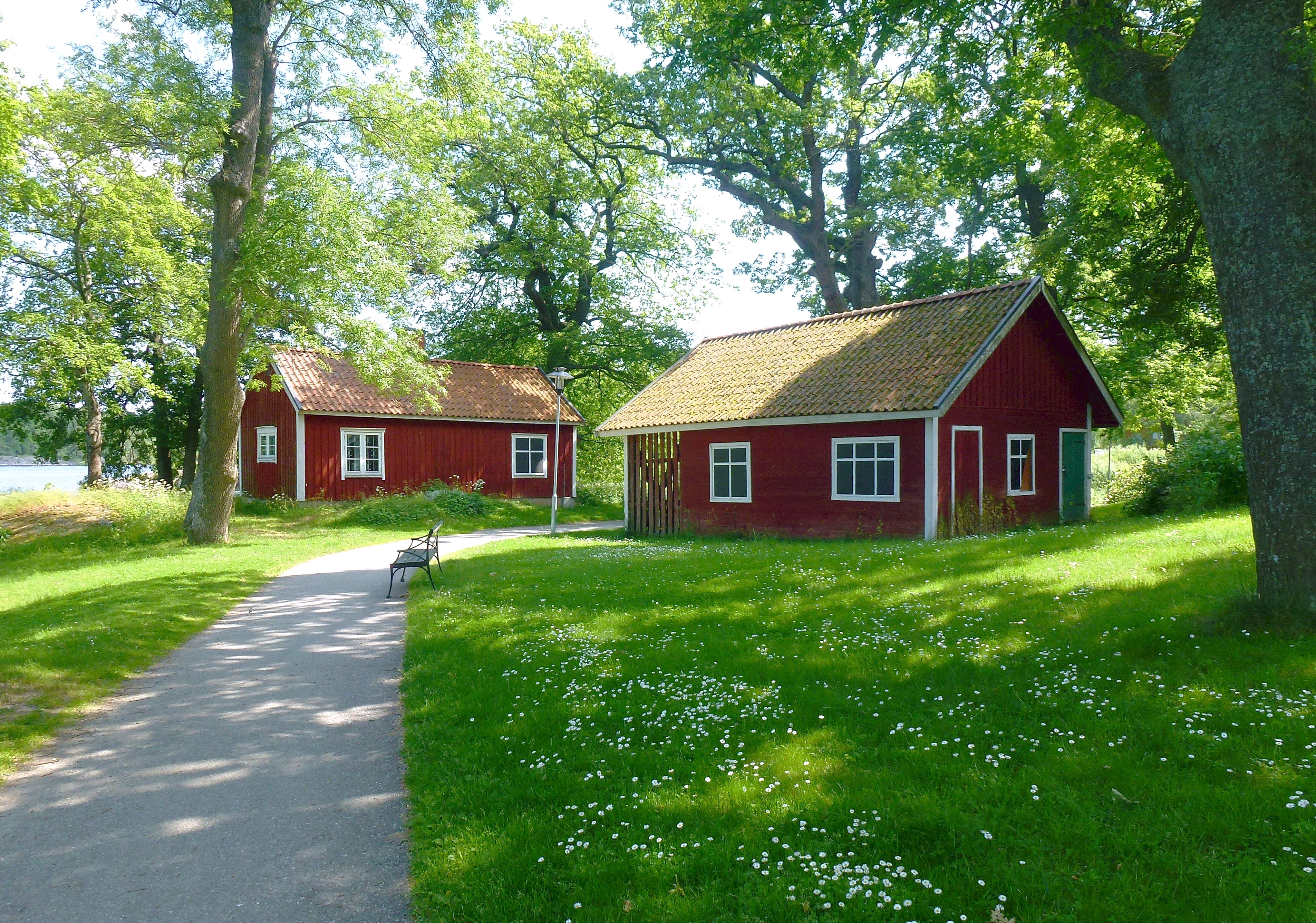
Kvarvarande röda stugor
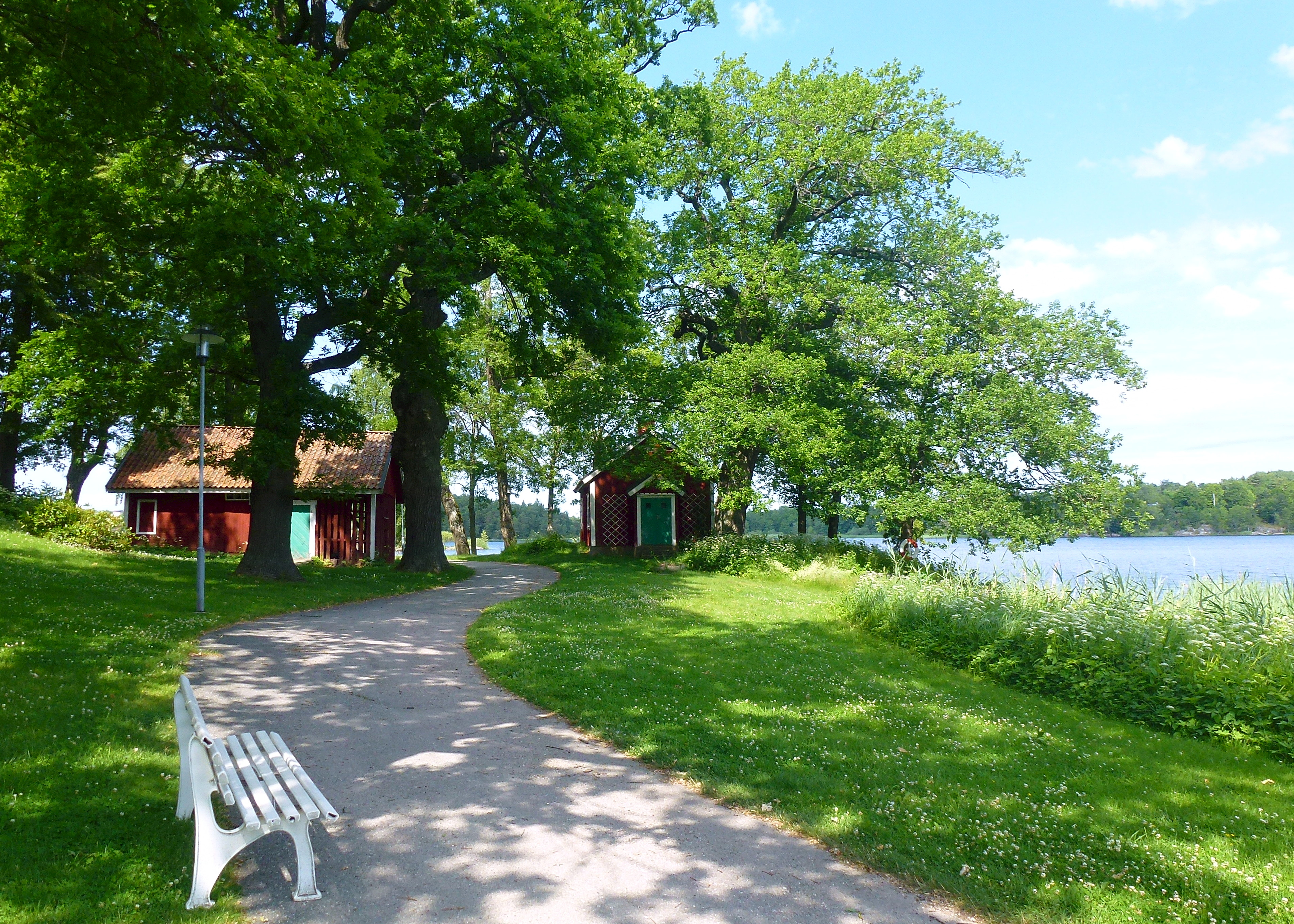
Stortorps strandpromenad
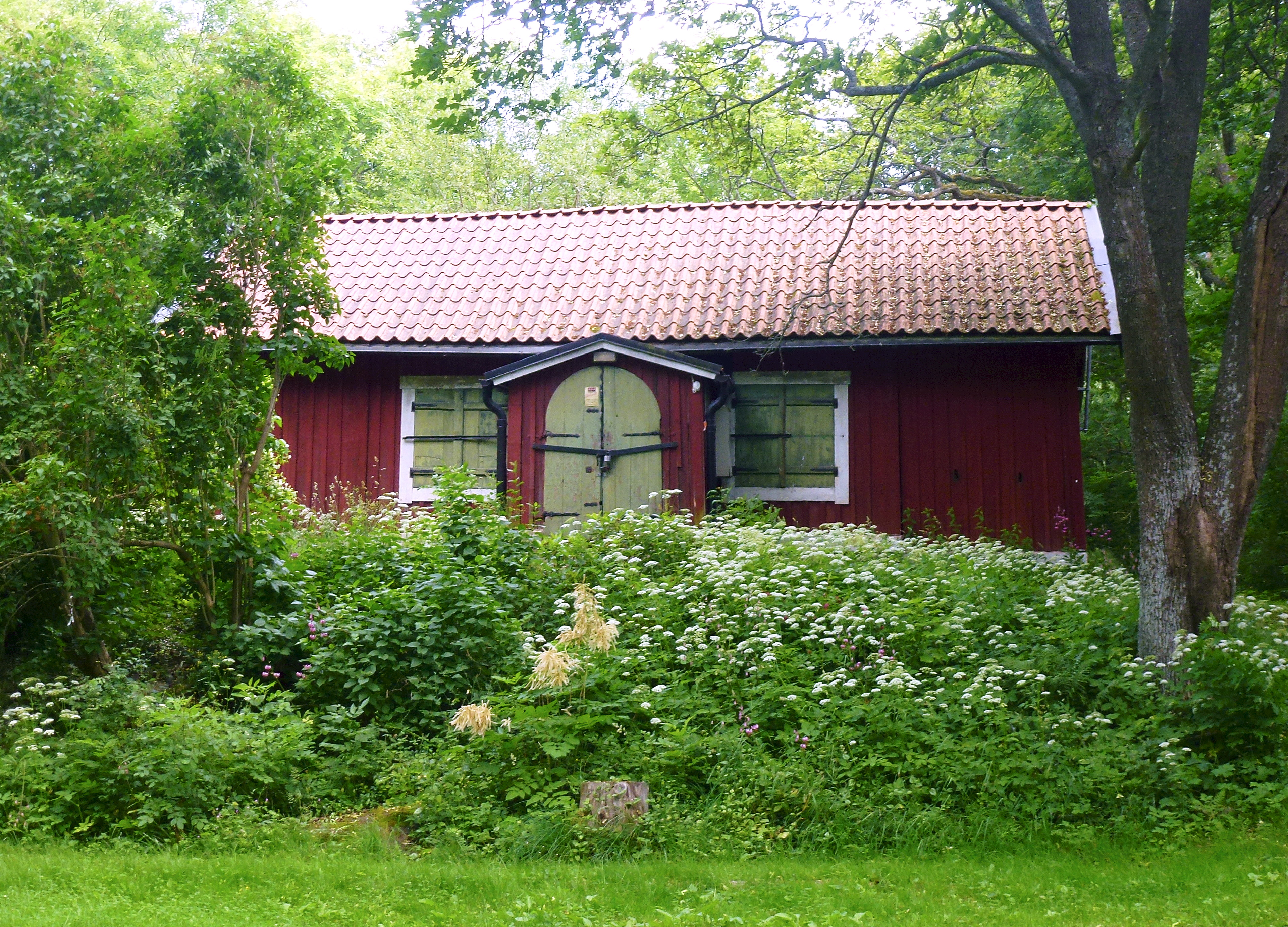
Grindstugan vid Larsbodatorpet

## Referenser

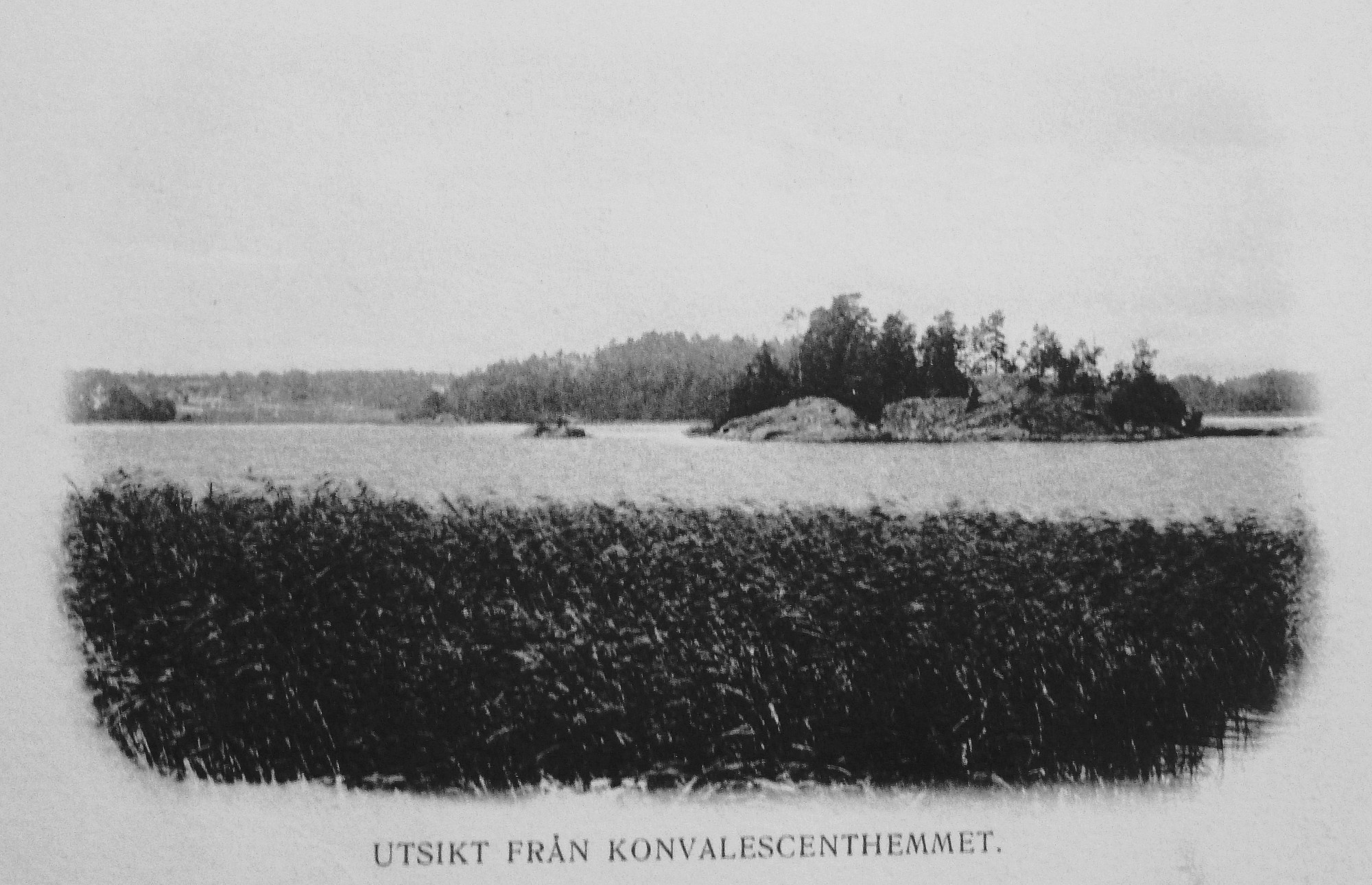
Utsikt från konvalescenthemmet över Drevviken och ön Kaninholmen, 1912.